# African Hebrew Israelites of Jerusalem
Vous lisez un « article de qualité » labellisé en 2007.

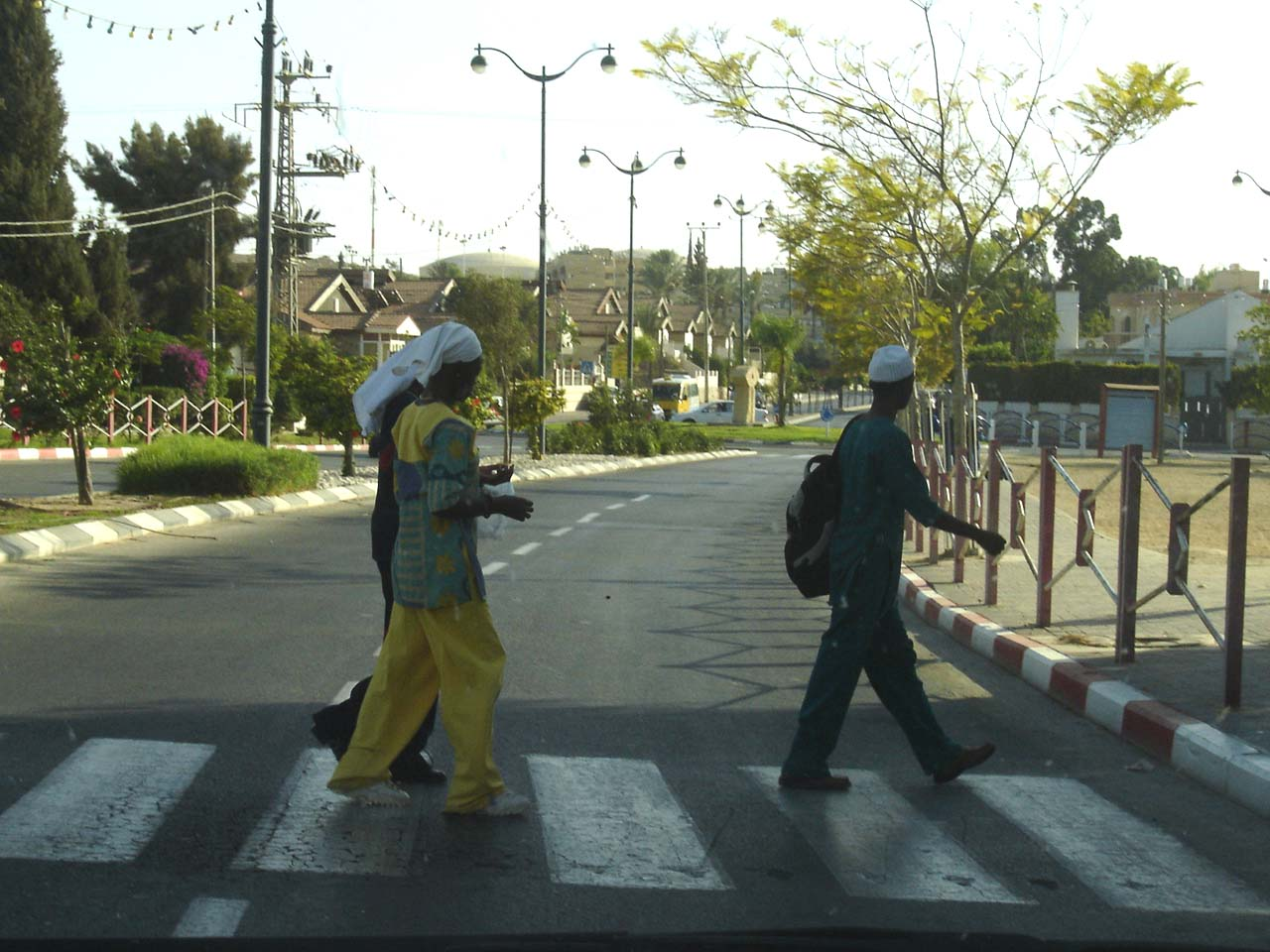
Petit groupe dAfrican Hebrew Israelites, à Dimona (Israël), dans le Nord-Néguev.

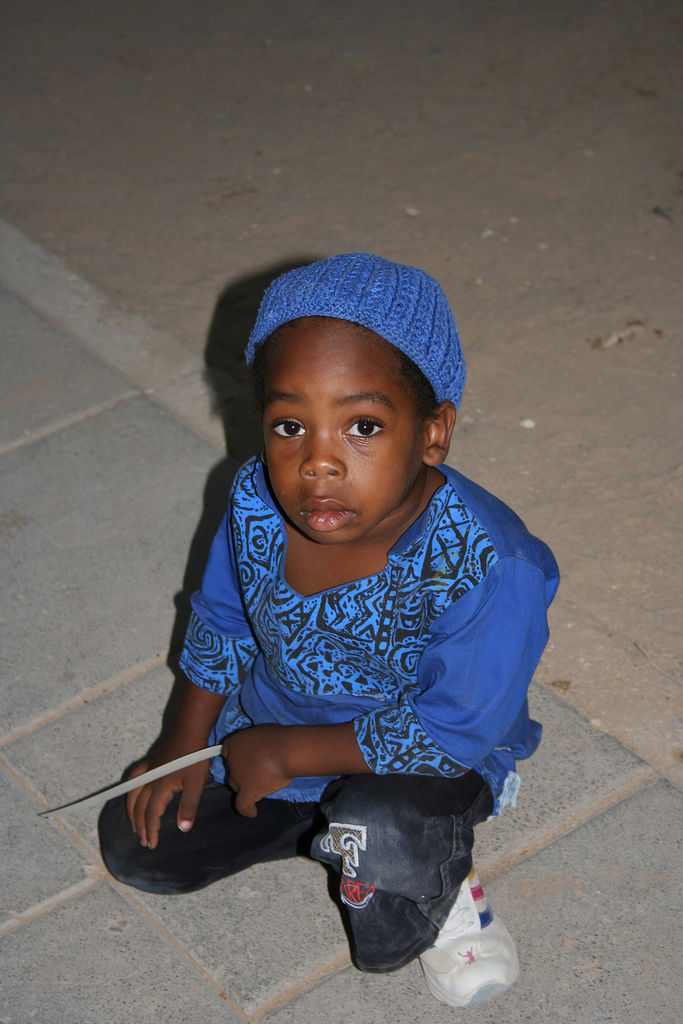
Enfant de la communauté, à Dimona, en septembre 2005.

Les African Hebrew Israelites of Jerusalem (en hébreu : כושים עבריים), ou African Hebrew Israelite Nation of Jerusalem ou Original Hebrew Israelite Nation, ou Kingdom of Yah (Royaume de Dieu), aussi connus abusivement sous le nom plus générique d'« Hébreux noirs », sont les membres d'une communauté religieuse d'origine afro-américaine, dont le principal centre est à Dimona, au sud d'Israël dans le désert du Néguev.
Créée dans les années 1960 par un ouvrier métallurgiste de Chicago, Ben Carter, l'organisation s'intègre dans un ensemble de mouvements américains apparus à la fin du XIXe siècle et collectivement qualifiés de Black Hebrews (hébreux noirs) ou de Black Hebrews Israelites. Ces mouvements considèrent tous que les noirs actuels descendent des anciens Israélites de la Bible, et rejettent le christianisme au profit d'une religion basée sur l'Ancien Testament, et plus ou moins proche du judaïsme traditionnel selon les groupes. La majorité des organisations Black Hebrews peuvent être considérées comme adhérant à l'idéologie dite du Nationalisme noir. En plus de ces idées, communes aux autres groupes, l'Original Hebrew Israelite Nation a des croyances et des pratiques spécifiques, comme l'émigration vers Israël, un régime alimentaire végétalien, et l'autorisation de la polygamie.
Quelque 3 000 membres du groupe vivent en 2014 en Israël, plusieurs milliers d'autres vivent aux États-Unis, et quelques dizaines vivent en Angleterre ou en Afrique. L'organisation reste controversée et est considérée par certains comme une secte dangereuse, quand d'autres la voient comme une communauté religieuse paisible et socialement bien intégrée. Au-delà de ces polémiques, l'État d'Israël, après une période très tendue, a accepté de donner aux hébreux noirs de Dimona un statut officiel, et les relations sont devenues assez bonnes, le ministère des Affaires étrangères faisant même une présentation assez positive du groupe.
Il ne faut pas confondre les Hébreux israélites africains avec les Béta Israël (Juifs éthiopiens), dont certains vivent aussi à Dimona.

## Histoire

### Origines
À l'époque de l'esclavage (XVIIe - XIXe siècle) est apparue au sein des populations noires nord-américaines une forte identification avec les anciens Hébreux de la Bible, maintenus en esclavage en Égypte, vivant en exil loin de leur terre d'origine (le Pays de Canaan), et finalement délivrés par Dieu. La Bible montre ainsi un peuple d'esclaves libérés et devenu le peuple élu de Dieu. Adaptée à la condition des afro-américains, cette vision a permis d'entretenir l'espoir, en insistant à la fois sur la délivrance, la religion et la fierté ethnique.
Chez une petite minorité, qu'on appelle collectivement les Hébreux noirs (Black Hebrews) ou Hébreux noirs israélites (Black Hebrew Israelites), l'identification au sort des anciens Israélites est allée plus loin, et est devenue une identification ethnique exprimée en termes d'ascendance. Les Hébreux noirs considèrent que les Israélites de l'Ancien Testament étaient en fait des noirs, ou au moins que tout ou partie des noirs actuels sont leurs descendants. La thématique du peuple élu renforce la fierté noire. Certains groupes développent une forte hostilité envers les blancs, comme la Nation of Yahweh, d'autres non. Certains contestent aux Juifs blancs le statut de véritables Israélites, quand d'autres l'acceptent. Certains prônent l'émigration vers l'Afrique, d'autres vers la terre sainte, d'autres encore préfèrent se maintenir aux États-Unis, mais en revendiquant une forte autonomie communautaire.
Globalement, les différents mouvements Black Hebrews participent de l'idéologie du nationalisme noir aux États-Unis, et font même partie des premières organisations à avoir développé cette doctrine vers la fin du XIXe siècle.
La première organisation connue est la Church of the Living God, the Pillar Ground of Truth for All Nations, fondée en 1886 à Chattanooga. D'autres organisations suivront, par exemple et de façon non exhaustive la Church of God and Saints of Christ, créée par William Saunders Crowdy en 1896, le Temple of the Gospel of the Kingdom, fondé en 1900 par Warren Roberson, la Beth B'nai Abraham congregation, fondée par Arnold Josiah Ford en 1923, ou la Holy Church of the Living God fondée en 1919 par Arthur Wentworth Mathew. Certaines organisations sont plus radicales que d'autres. Parfois confondue par les médias avec les African Hebrew Israelites, la Nation of Yahweh est ainsi un groupe ultranationaliste assez connu, prônant la supériorité raciale des noirs, et a été créé à la fin des années 1970 près de Miami, en Floride, par Yahweh ben Yahweh (Hulon Mitchell Junior).
Les différentes organisations des « Hébreux noirs » sont elles-mêmes l'expression d'une tendance plus large de certaines communautés afro-américaines, la volonté de créer des religions par et pour les noirs, parfois inspirées du christianisme, parfois de l'Islam (Moorish Science Temple of America, Nation of Islam).
On note aussi des ressemblances non négligeables entre les Hébreux Israélites Africains et le mouvement rastafari (apparu dès les années 1920) : croyance selon laquelle les anciens Israélites étaient noirs, mais aussi insistance des rasta sur l'idée de santé à travers une nourriture végétarienne appuyée sur les mêmes références bibliques que chez les « Hébreux Israélites » (Genèse 1:29), couplée avec le refus de toute nourriture non biologique. Le nom que les rastafari donnent à Dieu, Jah, ressemble également fortement au nom donné par les Hébreux Israélites Africains : Yah.
L'African Hebrew Israelite Nation of Jerusalem est donc une organisation spécifique, mais qui plonge ses racines dans un ensemble de traditions culturelles et religieuses plus large des populations noires américaines ou des Caraïbes. Ces traditions et idées religieuses s'inter-influencent depuis la fin du XIXe siècle, prenant des formes parfois divergentes (la religion rastafari n'est pas celle des Black hebrews), mais tournant cependant autour d'un certain nombre d'idées communes. Les idées religieuses des African Hebrew Israelites se retrouvent ainsi dans d'autres groupes religieux noirs du nouveau monde, même si la synthèse qu'ils en font leur est propre.

### Fondation
Le groupe est fondé à Chicago par Ben Carter, un ancien ouvrier métallurgiste qui proclame avoir eu une vision en 1966. L'archange Gabriel lui aurait révélé que les Noirs américains étaient les descendants des Israélites de la tribu de Juda, chassés de la terre sainte par les Romains pendant la première guerre des juifs (70 de l'ère chrétienne), et qui auraient émigré en Afrique de l'Ouest avant d'être emmenés comme esclaves aux États-Unis.
D'après Ben Carter, « une voix m'a indiqué que le temps était venu pour les Africains en Amérique, les descendants des Israélites bibliques, de retourner sur la terre de nos ancêtres ».

### Installation en Israël
Carter et quelques centaines de fidèles s'installent d'abord au Liberia, pays fondé par d'anciens esclaves afro-américains, en mai 1967. Devant les difficultés à vivre dans un pays aussi pauvre, certains membres du groupe repartent aux États-Unis, et d'autres immigrent progressivement en Israël à partir de 1969,, avec des visas de tourisme.
Les autorités rabbiniques refusent de considérer les nouveaux arrivants comme juifs, et l'État se range à cette interprétation, leur refusant le bénéfice de la Loi du Retour. Ils s'installent malgré tout à Dimona dans le Néguev, où ils créent le quartier de Kfar Hashalom (le « village de la paix ») en 1971. Kfar Hashalom a été installé dans un centre d'absorption construit dans les années 1950 pour l'intégration des nouveaux immigrants juifs de Russie. Ben Carter prend le nom de Ben Ammi Ben-Israel (« fils de mon peuple fils d'Israël »). Jusqu'en 1972, l'État d'Israël accorde à la communauté un statut de résidents temporaires avec permis de travail. Devant l'accroissement de l'émigration, cependant, ces permis sont révoqués.
À partir de 1972, les membres du groupe ne bénéficient plus de permis de travail, et la communauté vit alors dans une grande pauvreté. Les sources de financement de cette époque sont mal connues, mais reposent en partie sur des dons des partisans restés aux États-Unis. On note d'ailleurs que plusieurs procès ont été engagés aux États-Unis contre des African Hebrew Israelites entre 1975 et 1985, tous tournant autour de délits financiers ou de détournements de fonds. Avraham Butler indique que les musiciens de la communauté ont aidé celle-ci : « tout l'argent que nous avons gagné grâce à notre musique, nous l'avons mis dans un fonds commun de la communauté, parce que personne n'obtenait de travail, et qu'il était difficile pour nous de gagner de l'argent à cette époque ».
Outre ces problèmes de niveau de vie et de statut juridique, l'« absence de citoyenneté israélienne pose un problème aux enfants de la troisième génération, qui sans être américains n'en sont pas pour autant israéliens, et se retrouvent donc sans nationalité ».
Les autorités israéliennes tentent à plusieurs reprises d'expulser le groupe, mais les membres quittant le pays y reviennent souvent par la suite. « Les autorités ont évité un resserrement à grande échelle [de leur politique d'expulsion], citant l'inquiétude que l'état juif soit accusé internationalement de discrimination raciale ». Une politique de harcèlement pour décourager le maintien en Israël est préférée.
De leur côté, les African Hebrew Israelites tentent de se faire accepter par l'État d'Israël. Des musiciens du groupe distraient les troupes israéliennes pendant la guerre du Kippour de 1973. Mais les particularités religieuses, la pratique de la polygamie et certaines provocations verbales ne détendent pas la situation. Après avoir échoué à obtenir un statut légal devant la Cour suprême israélienne, Ben Ammi amplifie sa rhétorique, indiquant à The Baltimore Sun que « deux millions de noirs viendraient d'Amérique pour reprendre leur patrie héréditaire », à savoir Israël. Un magazine israélien décrit leur colonie comme « un îlot de folie ». « En 1986, un groupe de 50 personnes est arrêté, et 37 sont expulsées, portant à son apogée la difficile relation entre les Black Hebrews et l'État juif ».
Dans ce climat perpétuellement tendu, plusieurs polémiques opposent le groupe à l'État. Un Premier ministre israélien est comparé à Adolf Hitler, et des accusations de racisme anti-noir sont régulièrement lancées. À l'inverse, les autorités israéliennes critiquent certaines déclarations considérées comme antisémites. Citant un article du Dallas Morning News du 27 juillet 1997, un rapport du FBI indique aussi que « les adhérents […] en Israël ont apparemment embrassé des remarques antisémites, désignant les juifs israéliens en tant qu'"imposteurs" ».

### Autorisation de résidence

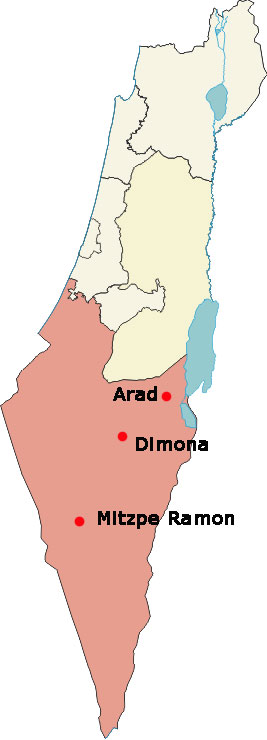
Les trois principales villes de résidence des Black hebrews en Israël. La plus importante est Dimona.

Au cours des années 1980, les relations s'améliorent progressivement. Il semble que la volonté de résoudre un problème qui perdurait, ainsi que la volonté de l'État d'échapper à l'accusation récurrente de racisme aient joué un rôle important. « Dans les années 1980, un comité spécial du gouvernement, dirigé par le parlementaire David Glass, (Parti national religieux) a recommandé qu'Israël établisse une communauté agricole pour les Hébreux noirs dans le Néguev ou l'Arava » (extrême Est du Néguev). En 1989, « le ministre de l'intérieur a rencontré Ben Ammi » afin de trouver une solution. En 1990, des permis de travail sont accordés. En 1991, le gouvernement israélien accorde aux membres du groupe le statut de résidents temporaires. Ces dernières améliorations ont été favorisées par l'intervention du Black caucus (l'association des élus démocrates noirs du Congrès des États-Unis), la communauté promettant en échange de ne plus accepter de nouveaux immigrants jusqu'à ce que son statut soit résolu.
La musique a un certain rôle dans la reconnaissance du groupe, dont les musiciens jouent souvent en Israël. La participation de Eddie Butler au Concours Eurovision de la chanson 1999 au sein du groupe Eden, qui représente Israël, a frappé les esprits, mais les musiciens de la communauté interviennent souvent devant des publics variés, contribuant à asseoir une image positive. L’Associated Press a ainsi pu écrire en 2006 « après avoir été marginalisée pendant presque quatre décennies, les choses changent finalement pour la communauté, en grande partie grâce à la musique de personnes comme Butler ».
Le sentiment d'un destin commun avec les Israéliens grandit. En janvier 2002, un membre de la communauté âgé de 32 ans, Aharon Ben Ellis, est tué dans un attentat palestinien, alors qu'il se trouvait dans une Bat Mitsva pour y chanter, dans la ville de Hadera. À ses funérailles, l'officiant African Hebrew Israelite déclare « nous devons sacrifier nos fils pour prouver notre mérite et pour être reconnus dans les yeux d'Israël ». La demande d'obtention de la citoyenneté, ou au moins d'un statut de résident permanent, était ancienne. Dans les années 1990, cette hypothèse avait été envisagée par le gouvernement, mais finalement reportée devant l'opposition des partis ultra-orthodoxes. Après l'attentat, cette « demande de la secte pour la reconnaissance a été soutenue par la sympathie publique ». Avraham Poraz, le ministre de l'intérieur du Shinouï, un parti laïque traditionnellement opposé aux ultra-orthodoxes, a décidé, en accord avec le gouvernement Sharon, d'accorder en 2003 le statut de résidents permanents, lequel implique un droit de vote aux élections locales, mais sans la citoyenneté israélienne.
À compter de l'attribution du statut de résident permanent en 2003, des membres de la communauté de plus en plus nombreux accomplissent leur service militaire en tant que volontaires. Il s'agit d'affirmer la fidélité à l'État et la volonté d'intégration, loin des polémiques des années 1970 ou 1980. Uriahu Butler est le premier à rejoindre l'armée, le 29 juillet 2004, suivi par plusieurs dizaines de garçons et de filles. La direction de Tsahal a accepté de prévoir des rations respectant les prescriptions alimentaires des « African Hebrew Israelites, ainsi que de fournir des chaussures en tissu » plutôt qu'en cuir (ce dernier étant interdit par leurs croyances). Une centaine de jeunes servent dans l'armée en 2006.
Pour les résidents permanents qui ne bénéficient pas de la loi du retour, la loi israélienne autorise la demande de la citoyenneté après 4 années sous ce statut, l'attribution de la citoyenneté restant à l'appréciation des autorités. À compter d'août 2007, les membres de la communauté ont indiqué qu'ils déposeraient de telles demandes individuelles : « " Nous ne voyons aucun obstacle, et je compte bien être la première à déposer ma candidature ", affirme la porte-parole Mildred Howard ». Début 2009, les premiers membres de la communauté ont commencé à recevoir la nationalité israélienne, le ministère de l'intérieur précisant « que d'autres membres de la communauté des Black Hebrew peuvent s'attendre à recevoir la citoyenneté ».
La perception des « Hébreux israélites africains » est devenue assez bonne en Israël, après des débuts très difficiles. Le ministère des Affaires étrangères israélien n'hésite pas à écrire dans un document officiel de 2006 : « Aujourd'hui, les porte-parole de la communauté sont des contributeurs efficaces à l'effort national de relations publiques, parlant à leurs assistances au nom de l'État d'Israël ».

« En août 2008, le président israélien, Shimon Peres, a célébré son 85e anniversaire à Dimona, où il a visité leur établissement, le Village de la Paix, et a été chaleureux dans son éloge de Ben Ammi et de son peuple. "Votre communauté est aimée en Israël", a déclaré M. Peres. "Vous donnez au pays du bonheur, des chansons et de l'espoir en un monde meilleur". Il a assuré les Hébreux noirs qu'Israël ne tolère aucune discrimination, et il s'est engagé à faciliter leur transition vers la citoyenneté. "Nos mains sont dans les vôtres, votre destin doit être notre destin", a déclaré M. Peres ».
La communauté des African Hebrew Israelites en Israël ne cesse de croître depuis les années 1970, par l'immigration illégale (officiellement interrompue depuis le début des années 1990) et la forte croissance naturelle. En 2006, ils seraient environ 2 500 à vivre en Israël, surtout dans leur kibboutz urbain de Kfar hashalom (encore appelé Shomrei Hashalom - gardien de la paix), mais aussi dans deux autres villes de développement du Néguev, Arad et Mitzpe Ramon. En dehors de ces trois villes principales, on trouve aussi des petits groupes dans d'autres villes, en particulier Tibériade,. D'après le ministère des Affaires étrangères israélien, Shomrei Hashalom est « un des plus grands kibboutz urbains en Israël », avec environ 2 000 personnes en 2006. Plus de la moitié était en 1999 déjà née en Israël. 

Il est à noter que le nombre de Black Hebrews vivant en Israël est sujet à controverse, la communauté ne donnant pas de chiffres précis. Elle indique que cette position vient de son interprétation d'un passage de la Bible qui interdirait de se compter, mais certains lui reprochent d'entretenir un certain floue pour rendre plus simple des détournements d'aides sociales (décès non déclarés, par exemple). Les estimations vont pour Israël de 2 000 à 3 000 personnes, généralement 2 500 (en 2006). Les estimations pour les membres vivant aux États-Unis sont encore moins précises.

### Implantations en dehors d'Israël
L'organisation n'est pas seulement présente en Israël, mais aussi dans « plusieurs grandes villes américaines, dont Los Angeles et Washington, [et dans] quelques communautés parsemées en Europe et au Bénin, où les Hébreux noirs ont érigé une véritable ville sur le modèle du kibboutz ». On trouve aussi des groupes plus ou moins importants à Cleveland, Chicago, Houston, Atlanta, Charleston, Tallahassee, Vicksburg ou Saint-Louis. Leur nombre total en dehors d'Israël (surtout aux États-Unis, en pratique) est inconnu. Certaines estimations sont très hautes, jusqu'à 30 000 dans le monde entier, mais ce chiffre semble très exagéré. En 2006, Yaffa Bat-Gavriel, la « secrétaire du village » de Kfar Hashalom parle de 20 000 personnes, chiffre qui semble également exagéré.
À l'origine, la perception des African Hebrew Israelites n'est pas bonne aux États-Unis. Outre qu'ils sont vus comme une secte d'illuminés, ils apparaissent parfois comme dangereux.
L'organisation a ainsi été mise en cause en 1999 par le FBI dans le cadre du Project Megiddo (une enquête sur les groupes américains politiques ou religieux potentiellement dangereux). Le FBI indique ainsi « certains segments du mouvement des BHI [Black Hebrew Israelites] ont le potentiel pour s'engager dans la violence à la fin du siècle. Ce mouvement a été associé à des actes de violence extrêmes dans le passé récent, et les informations actuelles d'une variété de sources indiquent que les factions extrêmes des groupes BHI se préparent à une guerre des races pour clore le millénium. Les disciples violents des BHI peuvent généralement être décrits comme partisans d'une forme extrême de suprématie noire ». Le rapport utilise ici l'expression Black Hebrew Israelites comme un terme générique synonyme de Black Hebrews, et non comme le nom d'une organisation spécifique. La Nation of Yahweh, un groupe suprématiste noir sans lien avec l'organisation de Ben Ammi Ben-Israël est ainsi citée, mais les Hébreux noirs de Dimona sont également présentés par le rapport : « bien qu'ils promeuvent la non-violence, les membres du mouvement de Ben-Israel ont montré une volonté à s'engager dans des activités criminelles ». Le rapport admet cependant, avec quelques doutes « les BHI en Israël sont généralement paisibles, même si cela est quelque peu controversé ». Une note de bas de page indique de façon plus positive « le chef de la police de Dimona a parlé en termes élogieux de la discipline, de la conduite et de l'intégrité du groupe ». D'un point de vue général, le rapport ne fait pas de différence claire entre les mouvements américains radicaux comme la Nation of Yahweh et d'autres groupes Black Hebrews, comme les partisans de Ben-Ammi. Tous sont présentés comme des « factions » BHI, plus que comme des mouvements clairement séparés.
En 1999, le groupe est donc perçu d'une façon très ambiguë aux États-Unis. En 2002, un article déclare encore « 	
Les Hébreux Israélites ont une histoire de criminalité ». Cependant, tout comme en Israël, la vision du groupe aux États-Unis s'est nettement améliorée ces dernières années. Ainsi, en 2004, le département de la justice américain a déclaré à propos du rapport Megiddo de 1999 : « il n'y a pas d'indice actuellement existant qui suggère que le groupe, ou son leader Ben Ammi Ben-Israel ont été, ou sont actuellement engagés dans, ou promeuvent, quelques type d'activité violente que ce soit […]. Nous regrettons certainement la fausse information concernant […] Ben Ammi Ben-Israel ».
Le développement par le groupe à travers les États-Unis de son réseau de restaurants végétariens Soul vegetarian, et de son petit réseau de boutiques Afrika participe aussi de cette respectabilité croissante.
Des réserves existent cependant toujours aux États-Unis, où la presse voire la justice ont mis plusieurs fois le culte en cause. Ainsi, lors du procès en 2005 des parents d'un bébé décédé en Floride, ce décès a été présenté comme découlant du strict régime végétalien de la famille, tous deux supposés membres des African Hebrew Israelites. Devant l'ampleur de la polémique, le « ministre de la santé divine » du groupe a tenu à préciser « il y a les nombreuses communautés africaines-américaines qui retracent leur lignée jusqu'aux Israélites bibliques. Mais elles ne sont pas nécessairement associées. Notre communauté est spécifiquement the African Hebrew Israelites of Jerusalem, ou the Kingdom of Yah. […] 	
Nous n'avons aucune affiliation avec cette famille, ni ne sommes informés de leur règle diététique particulière », avant de détailler le régime alimentaire des enfants de la communauté. Le Rick A. Ross Institute, une organisation dédiée à l'« étude des cultes destructeurs » a constitué sur les Hébreux Israélites Africains un dossier consultable sur internet.
Le groupe a aussi une petite antenne en Angleterre, qui comptait selon une estimation de 2003 15 à 20 membres. En 2003, son responsable se fait appeler Yehoeshafaht. Le groupe y prêche au sein de la communauté noire son style de vie et sa religion, ainsi que l'émigration vers Israël, et a suscité plusieurs articles négatifs de la part de la presse britannique, en particulier The Voice de Londres. Un de ces articles indique ainsi que les Black Hebrews ont des implantations dans les territoires palestiniens occupés, mais ne cite en fait que le nom de leurs installations du Néguev, dans une confusion manifeste. Il est aussi indiqué que des membres « ont été impliqués dans des meurtres », et cite comme exemple la Nation of Yahweh, groupe nationaliste noir radical américain, présenté comme composé de « dissidents du culte » des African Hebrew Israelites (Yahweh Ben Yahweh, le leader de la Nation of Yahweh est en fait un ancien membre de la Nation of Islam, et aucune source n'indique qu'il ait jamais appartenu à l’African Hebrew Israelite Nation of Jerusalem).
Enfin, le groupe a des installations à Accra (Ghana) ou à Johannesbourg (Afrique du Sud).

## Pratiques et idéologie
Les African Hebrew Israelites sont surtout connus pour leur revendication à descendre des anciens Hébreux, ainsi que pour leur insistance sur une vie saine et naturelle : défense de l'environnement, nourriture biologique, activités sportives. Mais l'organisation a des croyances et des pratiques allant au-delà de ces deux domaines.

### Nationalisme noir
Il s'agit à la base clairement d'un groupe nationaliste noir américain, mais avec le temps, les enseignements ont quelque peu évolué. Le groupe est essentiellement centré sur les Africains assimilés aux noirs (il se définit lui-même comme « African Hebrew Israelite »), et l'un des livres écrits par Ben Ammi Ben-Israël (Ben Carter) s'appelle d'ailleurs God the Black Man and Truth (Dieu, l'homme noir et la vérité). La polarisation pigmentaire n'est cependant pas absolue, et l'organisation a finalement accepté quelques très rares membres blancs.

Carte de l'Afrique selon les African Hebrew Israelites of Jerusalem. Pour eux, le continent Africain inclut une partie du Moyen-Orient.

Pour l'organisation, l'Afrique ne s'arrête pas à l'Égypte, mais englobe une partie du Moyen-Orient (incluant Israël, la Jordanie et la péninsule arabe). « Ils proclament qu'Israël est une terre africaine, à l'origine peuplée par des populations africaines à la peau foncée […]. Les historiens européens, les spécialistes de la Bible et les traducteurs ont conspiré pour dissocier Israël et l'Égypte de l'Afrique ». Cette redéfinition large des frontières africaines et cette réinterprétation de l'histoire biblique leur permet de se proclamer à la fois Africains et Israélites. « Cette carte de l'Afrique, un support fondamental de l'identité des Hébreux noirs, est montrée dans toute la communauté sur des affiches et […] comme image encadrée dans beaucoup de maisons ».

Conformément à cette vision, les textes officiels de l'organisation présentent Israël comme faisant partie de l'« Afrique du Nord-Est ».
Si les anciens Israélites sont vus comme des Africains, tous les Africains ne sont pas Israélites : « la péninsule arabe et […] le Moyen-Orient étaient physiquement reliés au continent africain. Les Africains ont vécu et se sont déplacés librement dans toute cette région du monde. Après l'invasion des Romains en 70 de notre ère, les survivants des Hébreux Israélites ont quitté Jérusalem. Pendant plus de 1 000 années, bon nombre d'entre eux ont émigré à travers le continent africain, atteignant par la suite l'Afrique occidentale. De là, ils ont été emmenés en Amérique où ils sont devenus les victimes de l'esclavage le plus cruel et le plus inhumain enregistré dans l'histoire ». « Dieu nous a exilés en Afrique de l'Ouest parce que nous n'avons pas respecté ses commandements. Mais nous étions des étrangers en Afrique. Puis il y a eu l'esclavage : nous avons été déportés aux États-Unis. Étant Hébreux, nous étions différents des autres esclaves. Aujourd'hui, nous voulons revenir en Israël ».
Les Africains d'Afrique de l'Ouest sont considérés comme particulièrement liés aux anciens Israélites, même si les Lemba d'Afrique australe et les Falashas d'Éthiopie sont aussi cités : « Nous savons que beaucoup d'Africains de l'Ouest, particulièrement les Ashantis, sont les descendants directs des Hébreux antiques ».
Tout en insistant sur certaines spécificités, les Hébreux noirs affirment en même temps fortement leurs racines africaines. « Les femmes portent des habits aux couleurs vives de style africain : […] la communauté importe des tissus d'Afrique », et le retour des noirs américains en Afrique, pas seulement en Israël, est également envisagé.
Les racines afro-américaines semblent également toujours importantes : le groupe a encore des antennes aux États-Unis, et l'institut pour la résolution des conflits créé par l'organisation en février 2005 porte le nom de Martin Luther King. Ben Ammi Ben-Israel a d'ailleurs participé en 1995 à the million man march, une grande manifestation noire organisée par la Nation of Islam américaine, mais qui a accueilli des participants de toutes obédiences idéologiques, de l’association des élus démocrates noirs à la Chambre des représentants des États-Unis (le Black Caucus) à un élu républicain.
À l'origine, selon une position assez fréquente (mais pas absolue) chez les différentes organisations américaines d'Hébreux noirs, les juifs étaient considérés comme des imitateurs illégitimes des anciens Hébreux. « Pendant les années 1970, [les African Hebrew Israelites] ont proclamé dans des brochures […] qu'ils étaient les seuls héritiers légitimes de la terre d'Israël et qu'il faisait donc partie de leur mission d'ignorer puis de détruire l'État juif. Depuis la fin des années 1980, […] les Hébreux noirs reconnaissent que l'Israël biblique était une société multiraciale dont, après la destruction du second temple en 70, les habitants se sont enfuis vers l'Europe et l'Asie, aussi bien que vers l'Afrique ». Les juifs sont donc aujourd'hui officiellement reconnus comme étant des Israélites légitimes, et le discours de l'organisation n'est plus strictement centré sur les noirs. La communication officielle est même devenue explicitement basée sur l'idée que les African Hebrew Israelites sont des juifs comme les autres, ce qui implique logiquement l'acceptation de ces derniers. Ainsi, une des porte-parole de la communauté, Yaffa Bat-Gavriel, « regrette que le grand-rabbinat d'Israël ne les considère pas comme juifs […]. "Ils ont accordé la nationalité israélienne à des milliers de Russes qui n'ont rien de juif, mais à nous, ils nous la refusent! Et les Éthiopiens israéliens peuvent-ils vraiment prouver leur ascendance juive mieux que nous ? Je n'en suis pas sûre !" […]. "Nous convertir ? Mais à quoi ? Nous sommes déjà juifs! ».
Le changement de nom est assez largement pratiqué par la communauté, à la rencontre entre les traditions bien établies du nationalisme noir aux États-Unis et du nationalisme juif.

Pour les nationalistes noirs, il s’agit d’affirmer le refus du « nom d’esclave » et l’indépendance vis-à-vis du monde blanc. Les déportés africains aux États-Unis recevaient en effet un prénom chrétien et un nom de famille imposés par le propriétaire du nouvel esclave.

La pratique du changement de nom remonte au moins au Moorish Science Temple of America, au début du XXe siècle (qui rajoutait les suffixes « el » ou « bey »), et a été popularisée par la Nation de l'Islam, à partir des années 1930, qui encourage un nom musulman (par exemple Mohamed Ali), mais parfois aussi un nom africain ou un « X » symbolique (Malcolm X en est un des exemples les plus célèbres), exprimant l’inconnu du patronyme d'avant l’esclavage. On trouve aussi cette pratique chez des nationalistes non musulmans, qui adoptent généralement alors un nom à consonance africaine (par exemple Stokely Carmichael devenu Kwame Toure).

Pour les sionistes, le changement de nom, au bénéfice d'un nom hébraïque, symbolise le retour sur la terre ancestrale des anciens Hébreux, et la fin de l'exil.

Dans le cas des « Hébreux Israélites Africains », l'adoption de noms hébraïques mélange les deux traditions : à l'origine refus de l'ancien « nom d'esclave », mais aussi, avec le temps et l'importante amélioration des relations avec Israël, identification à une pratique sioniste.

Le changement de nom n'est pas systématique, même s'il est très répandu. Le fondateur, Ben Carter, n'est aujourd'hui désigné que sous le nom de Ben Ammi Ben-Israël, quand le chanteur Eddie Butler (de son nom complet Eddie Butler Ammiram Ben Yishay) semble très peu utiliser la partie hébraïque de son nom.
Malgré ce nationalisme noir originel, la volonté d'intégration à la société israélienne est forte, et le service militaire est donc encouragé. Si les anciens immigrants pratiquent encore l'anglais, beaucoup ont fait des efforts pour apprendre l'hébreu. La génération née en Israël est bilingue, parlant à la fois l'hébreu et l'anglais. Aux États-Unis, l'apprentissage de l'hébreu est encouragé.

### Vie communautaire

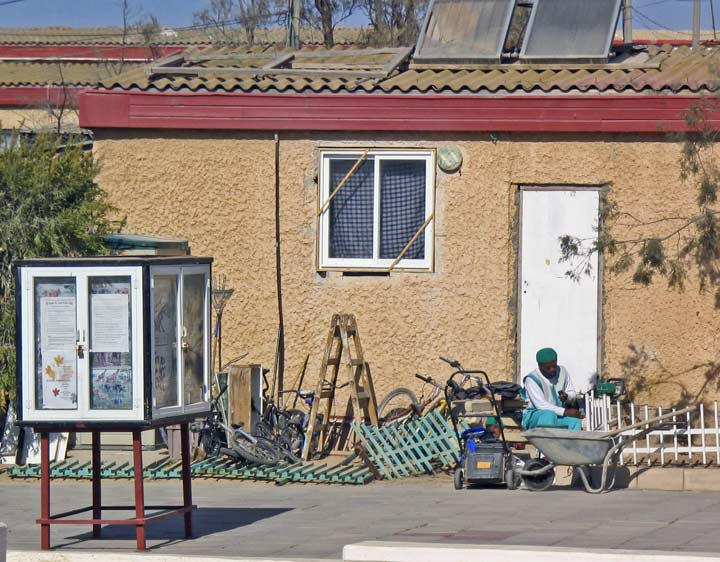
Photo de l'intérieur du Kibboutz urbain de Kfar Hashalom, prise le 6 décembre 2006.

La plus grande partie du groupe en Israël vit dans le Kibboutz de Kfar Hashalom, à Dimona, lequel est d'ailleurs soutenu par le Mouvement kibboutzique unifié (TAKAM, la principale fédération de Kibboutz israéliens). Les African Hebrew Israelites y ont une école spécifique, l'école de la fraternité (School of Brotherhood), que le gouvernement américain a aidé à construire en donnant 750 000 dollars en 1992 (Israël fournit la majorité des professeurs), ainsi qu'une maternité, le Natural child birthing center (centre d'accouchement naturel des enfants), où les naissances se déroulent « sans utilisation des drogues ou de procédures chirurgicales envahissantes », conformément à l'idéologie « naturaliste » des African Hebrew Israelites. Le mode de vie communautaire est privilégié, même si certains membres vivent plus isolés dans les villes israéliennes.
L'endogamie est quasiment totale : elle est non seulement encouragée par le groupe, mais de facto par la loi israélienne, qui donne le monopole sur le mariage des juifs aux rabbins orthodoxes. Ceux-ci ne reconnaissant pas les African Hebrew Israelites comme juifs refusent de les marier avec des juifs, ce qui limite très fortement la capacité à conclure des mariages hors du groupe.
Il a parfois été proposé aux membres de la communauté d'amorcer un processus de conversion officiel au judaïsme, mais cette proposition a été fermement refusée : les membres de la communauté se considèrent déjà comme des Hébreux incontestables. Quelques individus semblent cependant tentés, comme le chanteur Eddie Butler qui suit une procédure de conversion (laquelle peut durer plusieurs années).
« Les Hébreux Israélites ont une structure de direction, avec Ben Ammi installé à la tête d'un conseil de 12 “princes”, qui supervisent le développement spirituel du kibboutz. Douze autres “ministres”, ou conseil de gestion de la communauté, règlent les affaires quotidiennes dans les domaines de l'économie, de l'éducation, des sports et des loisirs, de l'information et autres. Le sacerdoce de la communauté s'occupe des mariages, des services du shabbat et de la circoncision des enfants masculins le 8e jour (selon la loi hébraïque) ». « En février 2005, […] les Hébreux ont ouvert l'"Institut Docteur Martin Luther King/SCLC - Ben Ammi pour une nouvelle humanité", un centre de résolution de conflit à Dimona, pour enseigner la non-violence et la réconciliation holistiques aux familles, aux communautés, aux religions et aux nations ».
La communauté est parfois accusée d'être une secte opaque et refermée sur elle-même. Ainsi le Jerusalem Post de décembre 2005 accuse : « à Dimona, la communauté n'ouvre pas librement ses portes aux étrangers […] on ne peut normalement pas en faire le tour sans être accompagné ». Le journal évoque aussi des soupçons d'activités criminelles. Le photo-reportage réalisé par le professeur Dennis Fox en 2006 indique « je m'étais attendu à une certaine séparation entre la communauté et le reste de Dimona, mais il n'y a aucune barrière physique, faisant de la communauté plutôt un quartier qu'un village séparé. Les maisons et institutions extracommunautaires sont juste de l'autre côté de la rue. Les non-membres entrent fréquemment, et sont accueillis poliment. Les visites sont possibles, mais comme je n'avais pas appelé à l'avance, il n'a pas été possible d'en organiser une ». 

Certains font remarquer l'ouverture du groupe sur son environnement israélien : volonté d'obtention de la nationalité, nombreux membres travaillant à l'extérieur de Kfar Hashalom, jeunes faisant le long service militaire israélien (3 ans pour les hommes) en dehors du contrôle de la direction communautaire, école avec une majorité d'enseignants israéliens.

### Organisation économique de la communauté

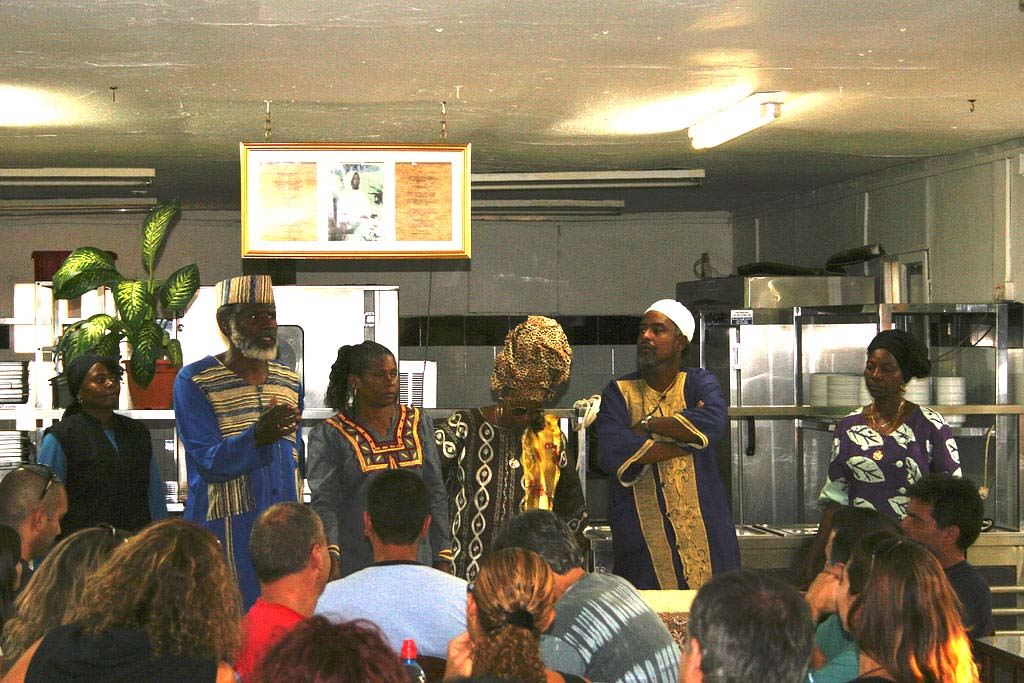
Visite de la communauté, organisée en septembre 2005.

Le niveau de vie moyen en Israël est modeste, mais s'est nettement amélioré par rapport aux années 1970 et 1980, quand les African Hebrew Israelites n'avaient pas de permis de travail. Les familles, très nombreuses du fait de la polygamie et des doctrines natalistes, vivent souvent dans des logements surpeuplés. En 2007, « les services anti-incendies ont alerté sur le fait que [...] “le village de la paix” [de dimona] avait un risque d'incendie. Le maire de Dimona, Meir Cohen, a décidé de donner à la communauté [...] sa propre parcelle de terre dans la ville ». Cette possibilité de créer un nouveau quartier doit permettre aux nouvelles générations (la démographie est forte) de ne plus s'entasser au sein de l'habitat dégradé de kfar shalom. « Sur leur nouvelle propriété, ils espèrent non seulement construire des logements plus confortables, mais aussi construire des attractions touristiques telles qu'un centre de bien-être, des centres de santé, des restaurants, tous reflétant le mode de vie de la communauté ».
Même si ses activités économiques semblent en croissance, la communauté reste assez dépendante des aides sociales, dont elle bénéficie assez largement du fait de sa natalité élevée. L'organisation a d'ailleurs été accusée de pratiquer des détournements massifs de fonds du système de santé israélien, par exemple en ne déclarant pas toujours ses décès. Ces détournements concerneraient aussi le système de santé américain, ceux ayant toujours la nationalité américaine faisant passer sous leur nom des remboursements concernant des membres qui n'ont pas la nationalité américaine. « Il y a également des allégations non prouvées de contrefaçon et de piraterie informatique ». Ces accusations ne sont pas nouvelles, et à l'époque où les Black Hebrews d'Israel n'avaient pas le droit de travailler, et où la recherche de fonds battait son plein, des procès avaient eu lieu aux États-Unis. Il est difficile de dire si les pratiques de l'époque sont toujours en vigueur, ni si elles ont atteint Israël. Jusqu'en 2007, aucune affaire d'importance n'a en effet été traitée par les tribunaux israéliens.
Depuis l'obtention de permis de travail au début des années 1990, la communauté a développé ses activités économiques, réduisant sa dépendance vis-à-vis des fonds venus des contributeurs américains.
Le village/quartier de Kfar Hashalom, à Dimona, « bâti sur le modèle du kibboutz, assure sa subsistance grâce à ses restaurants végétaliens, la confection et la vente de vêtements en coton aux couleurs vives et ses groupes de musique. […] Mais c'est leur fabrique de produits végétaliens, à base de tofu, qui fournit la plus grande partie de leurs revenus. Cette usine produit notamment du lait et des fromages de soja. […] Les revenus étant toutefois maigres, de nombreux Hébreux travaillent en dehors du village, […] où ils exercent des emplois simples. […] Depuis peu, ils ont aussi reçu l'autorisation de développer leur agriculture (biologique), autorisation longtemps attendue qui devrait leur permettre de se développer prodigieusement, les produits de l'agriculture biologique étant de plus en plus prisés en Israël comme en Occident ».

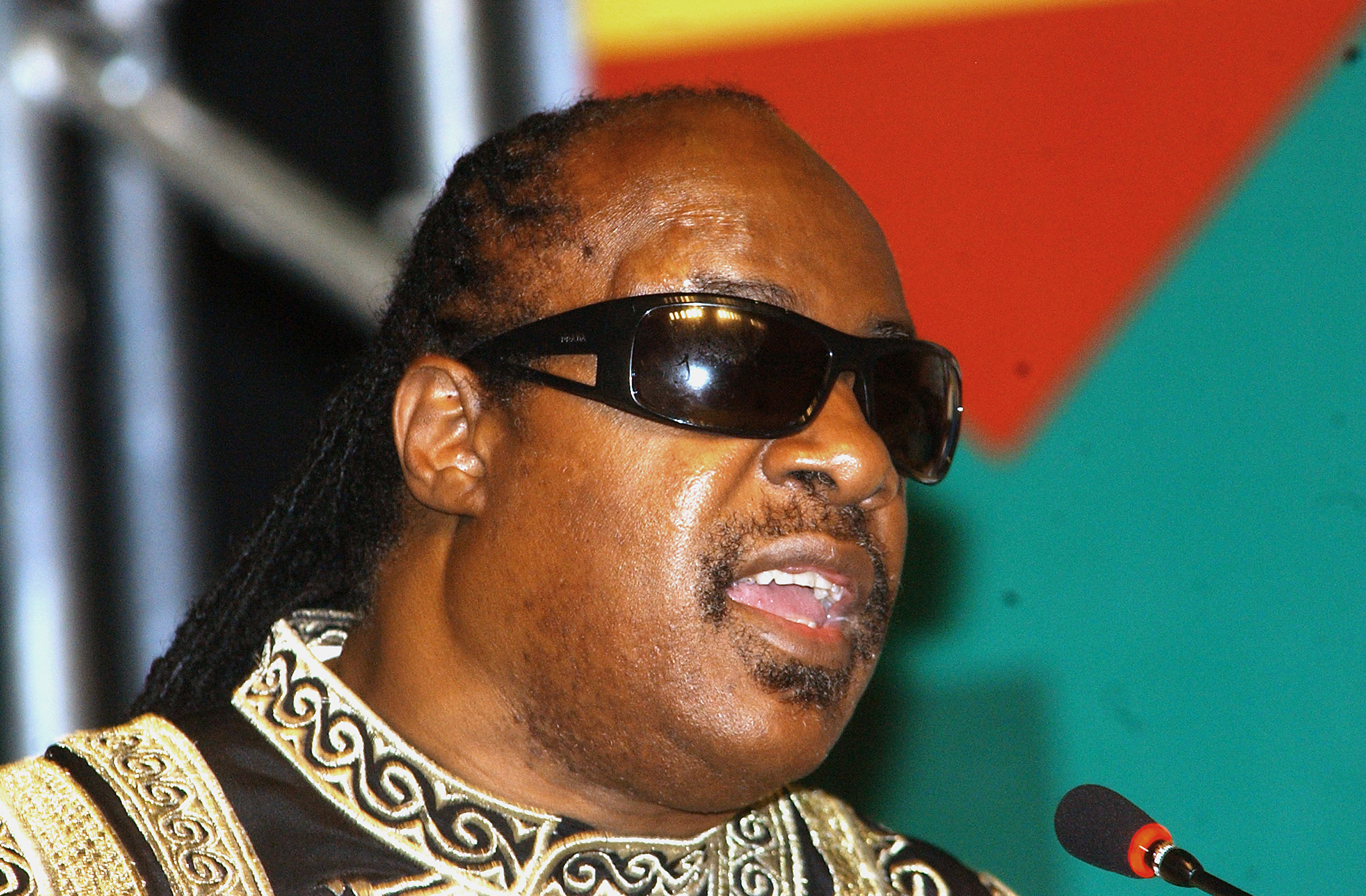
Stevie Wonder, client de la fabrique de vêtements de la communauté.

Si elle est moins importante que l'usine végétalienne, la fabrique de vêtements connaît un succès grandissant, en particulier dans les milieux de l'élite noire américaine. Ainsi « Whitney Houston, Stevie Wonder et Oprah Winfrey sont parmi les grands noms achetant l'habillement de la communauté des African Hebrew Israelites de Dimona ». La visite qu'a rendue Whitney Houston en 2003 aux African Hebrew Israelites de Dimona a d'ailleurs suscité un regain d'intérêt médiatique pour la communauté.
La communauté est assez connue pour sa troupe de ballet, laquelle se produit régulièrement dans des festivals internationaux et dans leur centre de Dimona. La communauté a aussi un certain nombre de musiciens de bonne réputation, dont le chanteur Eddie Butler, qui a représenté Israël au Concours Eurovision de la chanson 1999 au sein du groupe Eden, puis seul au concours 2006. C'est dans ce cadre qu'a été mise en place une maison de production, Royal Kingdom Productions, qui distribue et produit les artistes de la communauté.
Enfin, la communauté de Dimona à des magasins pour vendre ses productions, ainsi qu'un musée, l'African Edenic Heritage Museum, où elle présente sa vision de l'histoire des Hébreux et des Africains.
Il est à noter que les African Hebrew Israelites ont également des entreprises aux États-Unis. On peut y lire une tradition assez bien implantée dans les milieux nationalistes afro-américains, où l'insistance sur l'auto-organisation économique de la communauté noire (à travers des entreprises « noires ») est encouragée depuis au moins la Nation of Islam des années 1930, qui en avait fait un de ses objectifs.
Les entreprises créées sont bien implantées à Atlanta, avec de petites structures, comme la librairie Wisdom Hut (hutte de sagesse), le Center for Multimedia Education (centre d'éducation multimédia), deux restaurants végétariens Soul Vegetarian (l'âme végétarienne), ou la boutique Afrika. On trouve aussi des restaurants végétariens de la chaîne Soul Vegetarian, qui appartient au groupe, à Charleston, Saint-Louis, Chicago, Saint Croix, Tallahassee, Washington. On trouve enfin diverses petites entreprises, comme des boutiques de jus de fruits à Chicago ou Washington, des boutiques Afrika ou des centres de santé. D'un point de vue général les entreprises des African Hebrew Israelites tournent assez largement, quoique pas exclusivement, autour de l'idée de santé, particulièrement à travers la nutrition, ce qui est cohérent avec la place de cette question dans leur enseignement religieux. Quoique aujourd'hui bien implantées, ces entreprises restent d'envergure limitée, et ne remettent pas en cause le niveau de vie généralement modeste des membres.
Enfin, la communauté a entrepris de développer des activités économiques en Afrique de l'Ouest, région d'origine de nombreux esclaves, et dont la communauté considère qu'elle a été la région où leurs ancêtres venus de Jérusalem s'étaient installés. Des projets encore peu développés existent aujourd'hui au Ghana et au Bénin.

### Lois alimentaires
L'alimentation des African Hebrew Israelites exclut la viande et les produits d'origine animale tels que le lait mais pas le miel. Ils s'appuient ici sur une interprétation très stricte de la Genèse : « Et Dieu dit : Voici, je vous donne toute herbe portant de la semence et qui est à la surface de toute la terre, et tout arbre ayant en lui du fruit d’arbre et portant de la semence : ce sera votre nourriture ». La communauté prohibe aussi la consommation d'alcool (à l'exception d'un peu de vin qu'ils fabriquent eux-mêmes) ou de tabac, voire de café, ainsi que de tout additif chimique. La nourriture biologique est encouragée.
Le végétalisme rend plus ou moins caduque la question de la nourriture Casher, dont l'essentiel des règles concerne les produits d'origine animale.
L'insistance sur la santé et la prévention est extrêmement importante dans l'enseignement du groupe. La gymnastique est une quasi-obligation : « Ben Ammi [(Ben Carter)] nous recommande trois séances de sport hebdomadaires, à raison de 45 minutes par séance [...]. Le régime pratiqué est composé de fruits, légumes et légumineuses, céréales complètes uniquement, sucre brun et miel ». L'introduction des pratiques sportives dateraient de 1973. Le sel est découragé depuis 1980.
En 1998, des médecins américains ont rendu visite à la communauté en Israël et ont constaté que seulement 6 % des membres souffraient d'hypertension, contre 30 % d'afro-américains. En outre, seulement 5 % des membres étaient obèses, contre 32 % des hommes noirs et 50 % des femmes noires en Amérique,. Les membres de la communauté sont persuadés que leur régime permet une vie prolongée, pouvant atteindre des siècles,.
La réputation du mode de vie des « Hébreux Israélites Africains » a dépassé les frontières d'Israël. D'après le ministère des Affaires étrangères israélien « les pratiques en matière de santé et le programme d'agriculture biologique de la communauté ont attiré des visiteurs de partout dans le monde, particulièrement des fonctionnaires de gouvernements d'Afrique ».

### Pratiques et idées religieuses
Malgré des règles religieuses très spécifiques et très codifiées, les African Hebrew Israelites refusent de se définir comme un culte : « nous ne souscrivons à aucune religion parce que les religions ont seulement divisé les hommes ». Ils se définissent simplement comme des descendants des anciens Hébreux qui suivent les lois de Dieu. Sans préjuger des raisons originelles d'un tel choix de présentation, celui-ci semble avoir au moins trois avantages : il permet de contester l'accusation récurrente d'être une secte, il évite toute polémique avec l'environnement juif pour définir qui a la « vraie » religion, et il peut favoriser le prosélytisme au sein de la communauté noire américaine, en restant religieusement ouvert. Au-delà de cette ouverture officielle, le groupe a une stricte discipline religieuse. Si la volonté d'Eddie Butler, un chanteur connu, de se convertir au judaïsme rabbinique ne semble pas avoir suscité d'expulsion de la communauté, la vie communautaire et le poids du « représentant de Dieu » Ben Ammi Ben-Israel amènent à un contrôle social assez strict. Le Jerusalem Post a même évoqué en décembre 2005 « des caves […] où des disciples qui "s'égarent du chemin" sont battus avec des bâtons jusqu'à ce que de nouveau ils “voient la lumière” et reviennent au chemin du juste ». Cette accusation, qui aurait été portée devant la police, n'a semble-t-il pas entraîné de poursuites judiciaires, et sa réalité n'est à ce jour pas établie.
Ben Ammi Ben-Israel est « le dirigeant spirituel oint des Hébreux Israélites Africains de Jérusalem. 	
Un examen de l'histoire biblique nous montre qu'il n'est pas rare pour Dieu l'omnipotent d’oindre un représentant personnel sur terre et d'investir son autorité dans ce représentant […] chef messianique du royaume de Dieu ». La référence messianique est forte (dans la Bible, l'oint du seigneur est le messie). Ben Ammi Ben-Israel est d'ailleurs comparé à Abraham, Moïse, Jérémie, et même à Jésus, et est le « messager envoyé par Dieu ». Ben-Israel est présenté comme « leader spirituel », et non comme chef temporel. De fait, il est le responsable du conseil des 12 princes de la communauté (12 y compris lui-même, 12 comme les tribus d'Israël), qui a une vocation spirituelle, et n'est pas membre du conseil de gestion. En pratique, il apparaît bien comme le responsable politique de l'organisation. Bien qu'il ne semble pas y avoir de culte spécifiquement tourné vers Ben-Israel, et qu'il n'ait pas officiellement tous les pouvoirs, son poids au sein du groupe est immense, et son autorité incontestée.
Bien que le groupe ne soit pas chrétien, Jésus n'est pas rejeté. Il est par contre réinterprété dans un sens « israélite ». Un des livres de Ben-Israel s'intitule d'ailleurs Jesus the Christian Christ or Yeshua the Hebrew Messiah (Jésus le Christ chrétien, ou Yeshua, le messie hébreux). Cette acceptation partielle de Jésus (comme un représentant de Dieu parmi d'autres, et non comme le fondateur d'une nouvelle religion rompant avec ses origines israélites) rappelle l'origine chrétienne des Black Hebrews, et se rapproche des courants actuels dits du judaïsme messianique, qui affirment à la fois leur judaïsme et leur acceptation de Jésus comme messie des Juifs. Le judaïsme messianique est d'ailleurs un courant essentiellement américain, ce qui explique sans doute en partie ces ressemblances.
Le livre de référence est la Bible. Le Talmud est totalement rejeté, considéré comme une innovation tardive sans légitimité religieuse.
Dieu est appelé Dieu ou Yah, une forme particulière de YHWH (Yahvé), qu'on trouve sous la forme  יָהּ à 26 reprises dans la bible hébraïque, sans compter des formes composées (comme dans alléluia : « Louez Yah »). Malgré cette relative rareté dans l'utilisation biblique, ce terme est devenu dominant chez les African Hebrew Israelites, sans doute par volonté de différenciation. Cette utilisation préférentielle se retrouve également chez les rastafari (sous la graphie latine Jah), et s'en inspire peut-être.
La communauté n'a pas de rabbin, conformément à son refus du Talmud, mais des prêtres, tous de sexes masculins.

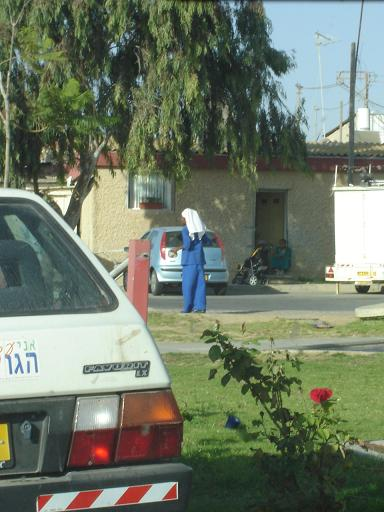
Femme de la communauté, les cheveux couverts, à Dimona.

Les African Hebrew Israelites de sexe masculin portent la kippa ou un bonnet, les femmes portent un foulard cachant les cheveux, comme les juifs orthodoxes. Sur d'assez nombreuses photos, on peut remarquer que si les hommes ont tous (ou presque) la tête couverte, une minorité de femmes ont les cheveux découverts, ce qui indique que cette dernière prescription est appliquée de façon un peu plus souple.
Les « Hébreux noirs » acceptent et pratiquent la polygamie, avec un maximum de sept femmes. Celle-ci n'est d'ailleurs pas strictement interdite par le judaïsme orthodoxe, même si elle n'est quasiment plus pratiquée, mais est interdite par l'État d'Israël. Le leader du groupe, Ben Carter (Ben Ammi Ben-Israel), a lui-même 4 femmes et 13 enfants en Israël. Du fait de l'interdiction de la polygamie par la loi israélienne, et du fait de leur volonté de devenir citoyens israéliens, les « Hébreux noirs » affirment ne plus célébrer de mariages polygames, même si ceux célébrés dans le passé restent en vigueur. La vision de la famille est clairement nataliste, en application du commandement biblique « croissez et multipliez », et les familles sont généralement nombreuses.
Des prescriptions bibliques tombées en désuétudes dans le judaïsme orthodoxe sont respectées, ce qui rapproche d'ailleurs le groupe de certaines pratiques Beta Israël (Juifs d'Éthiopie) ou Samaritaines. Il y a ainsi des règles de pureté spécifiques (interdiction des rapports sexuels pour la femme) 40 jours après la naissance d'un garçon, et 80 jours après la naissance d'une fille.
À l'inverse, les prescriptions affirmées par le Talmud, mais qui n'apparaissent pas dans la Bible, sont rejetées comme des innovations. La fête de Pourim n'est pas non plus pratiquée (bien qu'elle se réfère au Livre d'Esther), mais celles de Pessah (la Pâque), Shavouot, Yom Kippour et Souccot le sont. Il en va de même de l'idée selon laquelle l'appartenance à la communauté se transmet par la mère, idée suggérée dans la Bible mais nettement plus affirmée dans le Talmud.
Ils ont enfin des obligations spécifiques, qui ne viennent ni de la Bible, ni de la tradition juive. Il en va ainsi de l'obligation de ne porter que des vêtements et des chaussures en matière naturelle (coton, lin,…), de leur fête commémorant la vision de l'Archange Gabriel par Ben Carter, de leur fête commémorant à mi-mai le souvenir du premier groupe à avoir émigré vers le Liberia en mai 1967, ou de « l'interdiction de consommer du sel et de la margarine trois fois par semaine, les dimanches, mardis et jeudis ». Le Shabbat et quelques autres jours dans l'année sont jeûnés.

### Rapports avec le judaïsme
Les African Hebrew Israelites ne sont pas reconnus comme juifs par l'État d'Israël ou par le rabbinat israélien. Leurs pratiques religieuses sont assez différentes de celle du judaïsme traditionnel.
Ils ont été accusés de se considérer comme les seuls descendants légitimes des anciens hébreux, et de rejeter les juifs actuels comme des imposteurs,. Cette idée se retrouve effectivement chez certaines organisations appartenant à la nébuleuse des hébreux noirs, et elle a été défendue jusque dans les années 1980 par les African Hebrew Israelites d'Israël. Cependant, le groupe a depuis modifié sa position, et la communication officielle est même explicitement basée sur l'idée que les African Hebrew Israelites sont juifs.
Si les African Hebrew Israelites se présentent donc parfois comme juifs, ils préfèrent cependant se présenter comme des hébreux. Mais le nombre d'affirmation de judaïté semble augmenter ces dernières années, avec l'amélioration de l'intégration à l'environnement israélien, en particulier dans la presse israélienne.

### Synthèse
Les idées religieuses et les pratiques communautaires des African Hebrew Israelites les font considérer par les uns comme une secte fermée, et par les autres, y compris les gouvernements israéliens d'Ariel Sharon et d'Ehud Olmert, comme une communauté ethno-religieuse assez bien intégrée. Quoi qu'il en soit, ils sont aujourd'hui un groupe en expansion démographique rapide, et dont l'intégration à la culture israélienne moderne semble progresser.